# Повјат
Повјат (пољ. powiat) је другостепена јединица локалне самоуправе и администрације у Пољској, еквивалент округу, дистрикту или префектури у другим земљама.
Повјат је део веће јединице зване војводство (пољ. województwo), а повјати су обично подељени у гмине (општине или комуне). Најважнија места и градови делују као посебни повјати, без поделе у гмине. Они се званично називају градови са правима повјата (пољ. miasta na prawach powiatu) и незванично градски повјати (пољ. powiaty grodzkie). Други, прави повјати се зову земаљски повјати.
У 2008. постоји 379 повјата у Пољској, од којих је 314 земаљских и 65 градских повјата.